# Jiři Kočica
Jiři Kočica, slovenski kipar in pedagog, * 4. oktober 1966, Slovenj Gradec, Slovenija.

## Življenje
Osnovno šolo je obiskoval v Rogaški Slatini. Srednjo šolo za oblikovanje in fotografijo v Ljubljani (smer grafično oblikovanje) je končal leta 1985. Šolanje je nadaljeval na Akademiji za likovno umetnost v Ljubljani in jo končal z diplomo »Kip na specifični lokaciji« leta 1991 pri profesorjih Luju Vodopivcu in Tomažu Brejcu. Specializacijo je zaključil leta 1993 s temo »Kata-logos« pri profesorju Dušanu Tršarju.
Trenutno je zaposlen kot univerzitetni profesor na oddelku za Vizualno umetnost in oblikovanje na Univerzi na Primorskem. Pred tem je bil profesor oblikovanja in aranžerstva na Srednji šoli za aranžerstvo (nasledil je Izidorja Urbančiča). Je tudi risar - politični karikaturist. Nekaj let je bil zunanji sodelavec, docent na Pedagoški fakulteti Univerze v Mariboru na Katedri za likovno umetnost. 
Skupaj z ženo Vilmo Ducman (doktorico znanosti, strokovnjakinjo za materiale na Zavodu za gradbeništvo) in tremi otroki živi v Ljubljani.